# Finningen
Finningen település Németországban, azon belül Bajorországban. Lakosainak száma 1849 fő (2023. december 31.).

## Népesség
A település népessége az elmúlt években az alábbi módon változott:
| Lakosok száma | 1308 | 696  | 1649 | 1653 | 1656 | 1677 | 1687 | 1710 | 1786 | 1849 |
|               | 1970 | 1975 | 2011 | 2012 | 2014 | 2015 | 2017 | 2019 | 2022 | 2023 |